# Enrico Orfei
Enrico Orfei, italijanski rimskokatoliški duhovnik, škof in kardinal, * 23. oktober 1800, Orvieto, † 22. december 1870.

## Življenjepis
20. decembra 1823 je prejel duhovniško posvečenje.
11. septembra 1848 je bil imenovan za škofa Cesene; 17. septembra istega leta je prejel škofovsko posvečenje.
15. marca 1858 je bil povzdignjen v kardinala in imenovan za kardinal-duhovnika S. Balbina.
23. marca 1860 je bil imenovan za nadškofa Ravenne.